# Liste des mammifères en Autriche
Pour des articles plus généraux, voir Liste des mammifères en Europe et Faune en Autriche.

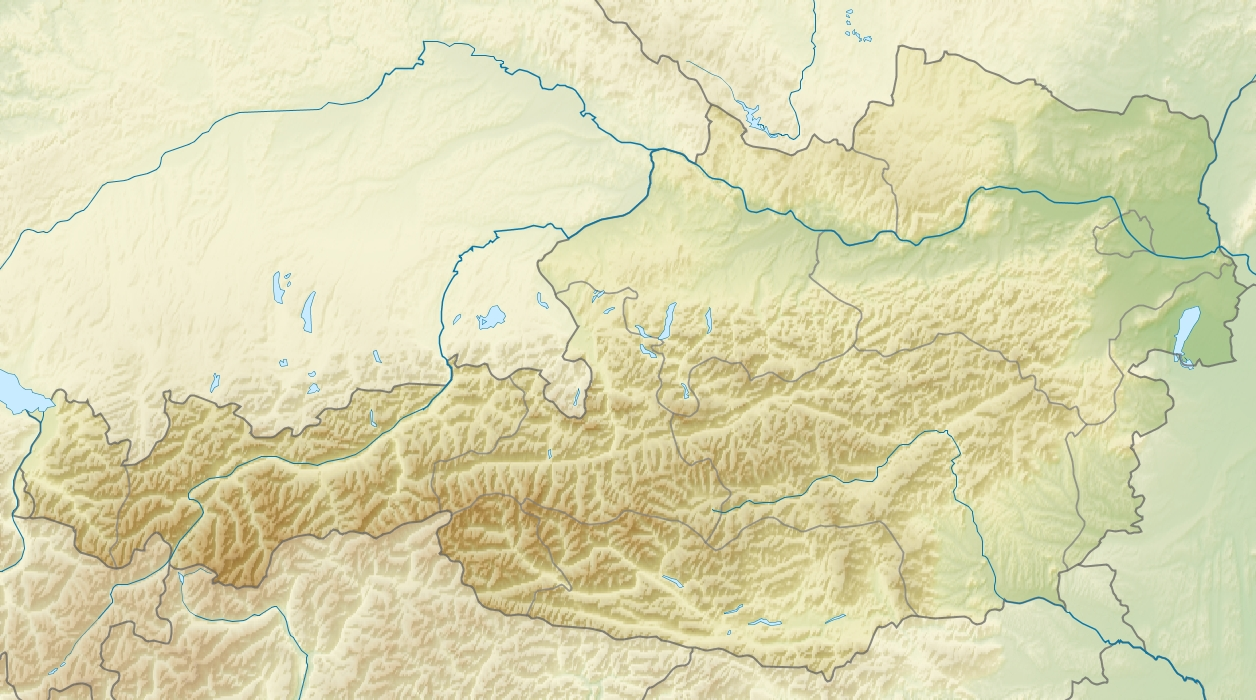
Carte topographique de l'Autriche.

Localisation de l'Autriche en Europe.

Cette liste commentée recense la mammalofaune en Autriche. Elle répertorie les espèces de mammifères autrichiens actuels et celles qui ont été récemment classifiées comme éteintes (à partir de l'Holocène, depuis donc 11 700 ans av. J.‑C.). Cette liste comporte 111 espèces réparties en neuf ordres et 25 familles, dont deux sont « en danger critique d'extinction », une est « en danger », trois sont « vulnérables », huit sont « quasi menacées » et une a des « données insuffisantes » pour être classée (selon les critères de la liste rouge de l'UICN au niveau mondial).
Elle contient au moins dix espèces introduites sur ce territoire, qui sont plus ou moins bien acclimatées. Il peut contenir aussi des animaux non reconnus par la liste rouge de l'UICN (deux mammifères ici) et ils sont classés en « non évalué » : cela étant dû notamment au manque de données, à des espèces domestiques, disparues ou éteintes avant le XVIe siècle. Il n'existe pas en Autriche d'espèce et de sous-espèce de mammifère endémique. Toutefois, le Campagnol de Bavière (Microtus bavaricus) n'est présent actuellement que dans ce pays (depuis sa disparition d'Allemagne).

## Statuts de la liste rouge de l'UICN
Les statuts de conservation utilisés par la liste rouge de l'UICN mondiale sont :
| (EX) | Éteint                  | Il n'y a pas le moindre doute sur le fait que le dernier spécimen recensé est mort.                                                                   |
| (EW) | Éteint à l'état sauvage | L'espèce est connue uniquement en captivité ou en tant que population naturalisée bien en dehors de son ancienne aire de répartition.                 |
| (CR) | En danger critique      | L'espèce risque prochainement de s'éteindre à l'état sauvage.                                                                                         |
| (EN) | En danger               | L'espèce fait face à un très gros risque d'extinction à l'état sauvage.                                                                               |
| (VU) | Vulnérable              | L'espèce fait face à un gros risque d'extinction à l'état sauvage.                                                                                    |
| (NT) | Quasi menacé            | L'espèce ne satisfait pas un ou plusieurs des critères prévus qui permettraient de la catégoriser, mais pourrait risquer de s'éteindre dans le futur. |
| (LC) | Préoccupation mineure   | Il n'y a pas de risque identifiable pour l'espèce. |
| (DD) | Données insuffisantes   | Il n'y a pas d'information adéquate qui permettraient de faire une évaluation des risques pour cette espèce.                                          |
| (NE) | Non évalué              | L'espèce n'a pas encore été confrontée aux critères précédents, n'est pas reconnue par l'UICN ou bien s'est éteinte avant le XVIe siècle.             |

## Ordre:Primates

### Famille:Hominidés
| Nom vulgaire, nom binominal et citation d'auteurs | Nom vulgaire allemand (langue officielle de l'Autriche) | Origine et statut en Autriche | Aire de répartition                    | Statut UICN mondial | Image         |
| ------------------------------------------------- | ------------------------------------------------------- | ----------------------------- | -------------------------------------- | ------------------- | ------------- |
| Homme moderne Homo sapiens Linnaeus, 1758         | Mensch                                                  | Autochtone,                   | Aire de répartition de l'Homme moderne | [ 2 ]               | Homme moderne |

## Ordre:Lagomorphes

### Famille:Léporidés
| Nom vulgaire, nom binominal et citation d'auteurs       | Nom vulgaire allemand (langue officielle de l'Autriche) | Origine et statut en Autriche | Aire de répartition                     | Statut UICN mondial | Image            |
| ------------------------------------------------------- | ------------------------------------------------------- | ----------------------------- | --------------------------------------- | ------------------- | ---------------- |
| Lièvre d'Europe Lepus europaeus Pallas, 1778            | Feldhase                                                | Autochtone                    | Aire de répartition du Lièvre d'Europe  | [ 3 ]               | Lièvre d'Europe  |
| Lièvre variable Lepus timidus Linnaeus, 1758            | Schneehase                                              | Autochtone                    | Aire de répartition du Lièvre variable  | [ 4 ]               | Lièvre variable  |
| Lapin de garenne Oryctolagus cuniculus (Linnaeus, 1758) | Wildkaninchen                                           | Allochtone (Introduit),       | Aire de répartition du Lapin de garenne | [ 5 ]               | Lapin de garenne |

## Ordre:Rodentiens

### Famille:Castoridés
| Nom vulgaire, nom binominal et citation d'auteurs | Nom vulgaire allemand (langue officielle de l'Autriche) | Origine et statut en Autriche | Aire de répartition                     | Statut UICN mondial | Image            |
| ------------------------------------------------- | ------------------------------------------------------- | ----------------------------- | --------------------------------------- | ------------------- | ---------------- |
| Castor d'Eurasie Castor fiber Linnaeus, 1758      | Europäischer Biber                                      | Autochtone (Réintroduit),     | Aire de répartition du Castor d'Eurasie | [ 6 ]               | Castor d'Eurasie |

### Famille:Myocastoridés
| Nom vulgaire, nom binominal et citation d'auteurs | Nom vulgaire allemand (langue officielle de l'Autriche) | Origine et statut en Autriche | Aire de répartition             | Statut UICN mondial | Image    |
| ------------------------------------------------- | ------------------------------------------------------- | ----------------------------- | ------------------------------- | ------------------- | -------- |
| Ragondin Myocastor coypus (Molina, 1782)          | Biberratte                                              | Allochtone (Introduit)        | Aire de répartition du Ragondin | [ 8 ]               | Ragondin |

### Famille:Dipodidés
| Nom vulgaire, nom binominal et citation d'auteurs    | Nom vulgaire allemand (langue officielle de l'Autriche) | Origine et statut en Autriche | Aire de répartition                            | Statut UICN mondial | Image                |
| ---------------------------------------------------- | ------------------------------------------------------- | ----------------------------- | ---------------------------------------------- | ------------------- | -------------------- |
| Siciste des bouleaux Sicista betulina (Pallas, 1779) | Waldbirkenmaus                                          | Autochtone                    | Aire de répartition de la Siciste des bouleaux | [ 9 ]               | Siciste des bouleaux |
| Siciste des steppes Sicista subtilis (Pallas, 1773)  | Steppenbirkenmaus                                       | Autochtone (Disparu),         | Illustration manquante                         | [ 10 ]              | Siciste des steppes  |

### Famille:Cricétidés
| Nom vulgaire, nom binominal et citation d'auteurs                      | Nom vulgaire allemand (langue officielle de l'Autriche) | Origine et statut en Autriche | Aire de répartition                         | Statut UICN mondial | Image                  |
| ---------------------------------------------------------------------- | ------------------------------------------------------- | ----------------------------- | ------------------------------------------- | ------------------- | ---------------------- |
| Campagnol terrestre Arvicola amphibius (Linnaeus, 1758)                | Ostschermaus                                            | Autochtone                    | Aire de répartition du Campagnol terrestre  | [ 11 ]              | Campagnol terrestre    |
| Campagnol fouisseur Arvicola scherman (Shaw, 1801)                     | Gebirgsschermaus                                        | Autochtone                    | Aire de répartition du Campagnol fouisseur  | [ 12 ]              | Illustration manquante |
| Campagnol des neiges Chionomys nivalis (Martins, 1842)                 | Schneemaus                                              | Autochtone                    | Aire de répartition du Campagnol des neiges | [ 13 ]              | Campagnol des neiges   |
| Campagnol nordique Microtus oeconomus (Pallas, 1776)                   | Nordische Wühlmaus                                      | Autochtone                    | Illustration manquante                      | [ 14 ]              | Campagnol nordique     |
| Campagnol agreste Microtus agrestis (Linnaeus, 1761)                   | Erdmaus                                                 | Autochtone                    | Aire de répartition du Campagnol agreste    | [ 15 ]              | Campagnol agreste      |
| Campagnol des champs Microtus arvalis (Pallas, 1778)                   | Feldmaus                                                | Autochtone                    | Aire de répartition du Campagnol des champs | [ 16 ]              | Campagnol des champs   |
| Campagnol de Bavière Microtus bavaricus (König, 1962)                  | Bayerische Kurzohrmaus                                  | Autochtone                    | Illustration manquante                      | [ 17 ]              | Illustration manquante |
| Campagnol de Liechtenstein Microtus liechtensteini (Wettstein, 1927)   | Illyrische Kurzohrmaus                                  | Autochtone                    | Illustration manquante                      | [ 18 ]              | Illustration manquante |
| Campagnol souterrain Microtus subterraneus (de Sélys Longchamps, 1836) | Kurzohrmaus                                             | Autochtone                    | Illustration manquante                      | [ 19 ]              | Campagnol souterrain   |
| Campagnol roussâtre Myodes glareolus Schreber, 1780                    | Rötelmaus                                               | Autochtone                    | Aire de répartition du Campagnol roussâtre  | [ 20 ]              | Campagnol roussâtre    |
| Rat musqué Ondatra zibethicus (Linnaeus, 1766)                         | Bisamratte                                              | Allochtone,                   | Aire de répartition du Rat musqué           | [ 22 ]              | Rat musqué             |
| Grand Hamster Cricetus cricetus (Linnaeus, 1758)                       | Feldhamster                                             | Autochtone                    | Aire de répartition du Grand Hamster        | [ 23 ]              | Grand Hamster          |

### Famille:Muridés
| Nom vulgaire, nom binominal et citation d'auteurs     | Nom vulgaire allemand (langue officielle de l'Autriche) | Origine et statut en Autriche | Aire de répartition                     | Statut UICN mondial | Image                  |
| ----------------------------------------------------- | ------------------------------------------------------- | ----------------------------- | --------------------------------------- | ------------------- | ---------------------- |
| Mulot rayé Apodemus agrarius (Pallas, 1771)           | Brandmaus                                               | Autochtone                    | Illustration manquante                  | [ 24 ]              | Mulot rayé             |
| Mulot alpestre Apodemus alpicola Heinrich, 1952       | Alpenwaldmaus                                           | Autochtone                    | Illustration manquante                  | [ 25 ]              | Illustration manquante |
| Mulot à collier Apodemus flavicollis (Melchior, 1834) | Gelbhalsmaus                                            | Autochtone                    | Aire de répartition du Mulot à collier  | [ 26 ]              | Mulot à collier        |
| Mulot sylvestre Apodemus sylvaticus (Linnaeus, 1758)  | Waldmaus                                                | Autochtone                    | Aire de répartition du Mulot sylvestre  | [ 27 ]              | Mulot sylvestre        |
| Mulot pygmée Apodemus uralensis (Pallas, 1811)        | Ural-Waldmaus                                           | Autochtone                    | Aire de répartition du Mulot pygmée     | [ 28 ]              | Mulot pygmée           |
| Rat des moissons Micromys minutus (Pallas, 1771)      | Zwergmaus                                               | Autochtone                    | Aire de répartition du Rat des moissons | [ 29 ]              | Rat des moissons       |
| Souris grise Mus musculus Linnaeus, 1758              | Hausmaus                                                | Allochtone (Introduit),       | Aire de répartition de la Souris grise  | [ 30 ]              | Souris grise           |
| Souris des steppes Mus spicilegus Petényi, 1882       | Ährenmaus                                               | Autochtone                    | Illustration manquante                  | [ 32 ]              | Illustration manquante |
| Rat surmulot Rattus norvegicus (Berkenhout, 1769)     | Wanderratte                                             | Allochtone (Introduit)        | Aire de répartition du Rat surmulot     | [ 33 ]              | Rat surmulot           |
| Rat noir Rattus rattus (Linnaeus, 1758)               | Hausratte                                               | Allochtone (Introduit)        | Aire de répartition du Rat noir         | [ 34 ]              | Rat noir               |

### Famille:Gliridés
| Nom vulgaire, nom binominal et citation d'auteurs   | Nom vulgaire allemand (langue officielle de l'Autriche) | Origine et statut en Autriche | Aire de répartition                 | Statut UICN mondial | Image          |
| --------------------------------------------------- | ------------------------------------------------------- | ----------------------------- | ----------------------------------- | ------------------- | -------------- |
| Loir gris Glis glis Linnaeus, 1766                  | Siebenschläfer                                          | Autochtone                    | Aire de répartition du Loir gris    | [ 35 ]              | Loir gris      |
| Lérotin commun Dryomys nitedula (Pallas, 1778)      | Baumschläfer                                            | Autochtone                    | Illustration manquante              | [ 36 ]              | Lérotin commun |
| Lérot commun Eliomys quercinus (Linnaeus, 1766)     | Gartenschläfer                                          | Autochtone                    | Aire de répartition du Lérot commun | [ 37 ]              | Lérot commun   |
| Muscardin Muscardinus avellanarius (Linnaeus, 1758) | Haselmaus                                               | Autochtone                    | Aire de répartition du Muscardin    | [ 38 ]              | Muscardin      |

### Famille:Sciuridés
| Nom vulgaire, nom binominal et citation d'auteurs       | Nom vulgaire allemand (langue officielle de l'Autriche) | Origine et statut en Autriche | Aire de répartition                          | Statut UICN mondial | Image              |
| ------------------------------------------------------- | ------------------------------------------------------- | ----------------------------- | -------------------------------------------- | ------------------- | ------------------ |
| Écureuil roux Sciurus vulgaris Linnaeus, 1758           | Eichhörnchen                                            | Autochtone                    | Aire de répartition de l'Écureuil roux       | [ 39 ]              | Écureuil roux      |
| Marmotte des Alpes Marmota marmota (Linnaeus, 1758)     | Alpenmurmeltier                                         | Autochtone                    | Aire de répartition de la Marmotte des Alpes | [ 40 ]              | Marmotte des Alpes |
| Souslik d'Europe Spermophilus citellus (Linnaeus, 1766) | Europäischer Ziesel                                     | Autochtone                    | Aire de répartition du Souslik d'Europe      | [ 41 ]              | Souslik d'Europe   |
| Tamia de Sibérie Tamias sibiricus (Laxmann, 1769)       | Burunduk                                                | Allochtone (Introduit)        | Aire de répartition du Tamia de Sibérie      | [ 43 ]              | Tamia de Sibérie   |

## Ordre:Érinacéomorphes

### Famille:Érinacéidés
| Nom vulgaire, nom binominal et citation d'auteurs                | Nom vulgaire allemand (langue officielle de l'Autriche) | Origine et statut en Autriche | Aire de répartition                         | Statut UICN mondial | Image                |
| ---------------------------------------------------------------- | ------------------------------------------------------- | ----------------------------- | ------------------------------------------- | ------------------- | -------------------- |
| Hérisson commun Erinaceus europaeus Linnaeus, 1758               | Braunbrustigel                                          | Autochtone                    | Aire de répartition du Hérisson commun      | [ 44 ]              | Hérisson commun      |
| Hérisson des Balkans Erinaceus roumanicus Barrett-Hamilton, 1900 | Nördlicher Weißbrustigel                                | Autochtone                    | Aire de répartition du Hérisson des Balkans | [ 45 ]              | Hérisson des Balkans |

## Ordre:Soricomorphes

### Famille:Soricidés
| Nom vulgaire, nom binominal et citation d'auteurs         | Nom vulgaire allemand (langue officielle de l'Autriche) | Origine et statut en Autriche | Aire de répartition                             | Statut UICN mondial | Image                 |
| --------------------------------------------------------- | ------------------------------------------------------- | ----------------------------- | ----------------------------------------------- | ------------------- | --------------------- |
| Crocidure leucode Crocidura leucodon (Hermann, 1780)      | Feldspitzmaus                                           | Autochtone                    | Aire de répartition de la Crocidure leucode     | [ 46 ]              | Crocidure leucode     |
| Crocidure musette Crocidura russula (Hermann, 1780)       | Hausspitzmaus                                           | Allochtone,                   | Aire de répartition de la Crocidure musette     | [ 47 ]              | Crocidure musette     |
| Crocidure des jardins Crocidura suaveolens (Pallas, 1811) | Gartenspitzmaus                                         | Autochtone                    | Aire de répartition de la Crocidure des jardins | [ 49 ]              | Crocidure des jardins |
| Crossope de Miller Neomys anomalus Cabrera, 1907          | Sumpfspitzmaus                                          | Autochtone                    | Aire de répartition de la Crossope de Miller    | [ 50 ]              | Crossope de Miller    |
| Crossope aquatique Neomys fodiens (Pennant, 1771)         | Wasserspitzmaus                                         | Autochtone                    | Aire de répartition de la Crossope aquatique    | [ 51 ]              | Crossope aquatique    |
| Musaraigne alpine Sorex alpinus Schinz, 1837              | Alpenspitzmaus                                          | Autochtone                    | Aire de répartition de la Musaraigne alpine     | [ 52 ]              | Musaraigne alpine     |
| Musaraigne carrelet Sorex araneus Linnaeus, 1758          | Waldspitzmaus                                           | Autochtone                    | Aire de répartition de la Musaraigne carrelet   | [ 53 ]              | Musaraigne carrelet   |
| Musaraigne couronnée Sorex coronatus Millet, 1828         | Schabrackenspitzmaus                                    | Autochtone                    | Aire de répartition de la Musaraigne couronnée  | [ 54 ]              | Musaraigne couronnée  |
| Musaraigne pygmée Sorex minutus Linnaeus, 1766            | Zwergspitzmaus                                          | Autochtone                    | Aire de répartition de la Musaraigne pygmée     | [ 55 ]              | Musaraigne pygmée     |

### Famille:Talpidés
| Nom vulgaire, nom binominal et citation d'auteurs | Nom vulgaire allemand (langue officielle de l'Autriche) | Origine et statut en Autriche | Aire de répartition                      | Statut UICN mondial | Image          |
| ------------------------------------------------- | ------------------------------------------------------- | ----------------------------- | ---------------------------------------- | ------------------- | -------------- |
| Taupe d'Europe Talpa europaea Linnaeus, 1758      | Europäischer Maulwurf                                   | Autochtone                    | Aire de répartition de la Taupe d'Europe | [ 56 ]              | Taupe d'Europe |

## Ordre:Chiroptères

### Famille:Molossidés
| Nom vulgaire, nom binominal et citation d'auteurs       | Nom vulgaire allemand (langue officielle de l'Autriche) | Origine et statut en Autriche | Aire de répartition                       | Statut UICN mondial | Image              |
| ------------------------------------------------------- | ------------------------------------------------------- | ----------------------------- | ----------------------------------------- | ------------------- | ------------------ |
| Molosse de Cestoni Tadarida teniotis (Rafinesque, 1814) | Europäische Bulldoggfledermaus                          | Peut-être autochtone,         | Aire de répartition du Molosse de Cestoni | [ 58 ]              | Molosse de Cestoni |

### Famille:Rhinolophidés
| Nom vulgaire, nom binominal et citation d'auteurs           | Nom vulgaire allemand (langue officielle de l'Autriche) | Origine et statut en Autriche | Aire de répartition                          | Statut UICN mondial | Image                 |
| ----------------------------------------------------------- | ------------------------------------------------------- | ----------------------------- | -------------------------------------------- | ------------------- | --------------------- |
| Rhinolophe de Blasius Rhinolophus blasii Peters, 1866       | Blasius-Hufeisennase                                    | Peut-être autochtone,         | Aire de répartition du Rhinolophe de Blasius | [ 59 ]              | Rhinolophe de Blasius |
| Grand Rhinolophe Rhinolophus ferrumequinum (Schreber, 1774) | Große Hufeisennase                                      | Autochtone                    | Aire de répartition du Grand Rhinolophe      | [ 60 ]              | Grand Rhinolophe      |
| Petit Rhinolophe Rhinolophus hipposideros (Bechstein, 1800) | Kleine Hufeisennase                                     | Autochtone                    | Aire de répartition du Petit Rhinolophe      | [ 61 ]              | Petit Rhinolophe      |

### Famille:Minioptéridés
| Nom vulgaire, nom binominal et citation d'auteurs              | Nom vulgaire allemand (langue officielle de l'Autriche) | Origine et statut en Autriche   | Aire de répartition                             | Statut UICN mondial | Image                    |
| -------------------------------------------------------------- | ------------------------------------------------------- | ------------------------------- | ----------------------------------------------- | ------------------- | ------------------------ |
| Minioptère de Schreibers Miniopterus schreibersii (Kuhl, 1817) | Langflügelfledermaus                                    | Autochtone (Peut-être disparu), | Aire de répartition du Minioptère de Schreibers | [ 62 ]              | Minioptère de Schreibers |

### Famille:Vespertilionidés
| Nom vulgaire, nom binominal et citation d'auteurs                           | Nom vulgaire allemand (langue officielle de l'Autriche) | Origine et statut en Autriche         | Aire de répartition                                | Statut UICN mondial | Image                       |
| --------------------------------------------------------------------------- | ------------------------------------------------------- | ------------------------------------- | -------------------------------------------------- | ------------------- | --------------------------- |
| Murin d'Alcathoé Myotis alcathoe von Helversen & Heller, 2001               | Nymphenfledermaus                                       | Autochtone                            | Aire de répartition du Murin d'Alcathoé            | [ 64 ]              | Murin d'Alcathoé            |
| Murin de Bechstein Myotis bechsteinii (Kuhl, 1817)                          | Bechsteinfledermaus                                     | Autochtone                            | Aire de répartition du Murin de Bechstein          | [ 65 ]              | Murin de Bechstein          |
| Petit Murin Myotis blythii (Tomes, 1857)                                    | Kleines Mausohr                                         | Autochtone,                           | Aire de répartition du Petit Murin                 | [ 66 ]              | Petit Murin                 |
| Murin de Brandt Myotis brandtii (Eversmann, 1845)                           | Große Bartfledermaus                                    | Autochtone                            | Aire de répartition du Murin de Brandt             | [ 67 ]              | Murin de Brandt             |
| Murin de Capaccini Myotis capaccinii (Bonaparte, 1837)                      | Langfußfledermaus                                       | Erratique,                            | Aire de répartition du Murin de Capaccini          | [ 68 ]              | Murin de Capaccini          |
| Murin des marais Myotis dasycneme (Boie, 1825)                              | Teichfledermaus                                         | Autochtone (Disparu, puis erratique), | Aire de répartition du Murin des marais            | [ 70 ]              | Murin des marais            |
| Murin de Daubenton Myotis daubentonii (Kuhl, 1817)                          | Wasserfledermaus                                        | Autochtone                            | Aire de répartition du Murin de Daubenton          | [ 71 ]              | Murin de Daubenton          |
| Murin à oreilles échancrées Myotis emarginatus (É. Geoffroy, 1806)          | Wimperfledermaus                                        | Autochtone                            | Aire de répartition du Murin à oreilles échancrées | [ 72 ]              | Murin à oreilles échancrées |
| Grand Murin Myotis myotis (Borkhausen, 1797)                                | Großes Mausohr                                          | Autochtone                            | Aire de répartition du Grand Murin                 | [ 73 ]              | Grand Murin                 |
| Murin à moustaches Myotis mystacinus (Kuhl, 1817)                           | Kleine Bartfledermaus                                   | Autochtone                            | Aire de répartition du Murin à moustaches          | [ 74 ]              | Murin à moustaches          |
| Murin de Natterer Myotis nattereri (Kuhl, 1817)                             | Fransenfledermaus                                       | Autochtone                            | Aire de répartition du Murin de Natterer           | [ 75 ]              | Murin de Natterer           |
| Sérotine de Nilsson Eptesicus nilssonii (Keyserling & Blasius, 1839)        | Nordfledermaus                                          | Autochtone                            | Aire de répartition de la Sérotine de Nilsson      | [ 76 ]              | Sérotine de Nilsson         |
| Sérotine commune Eptesicus serotinus (Schreber, 1774)                       | Breitflügelfledermaus                                   | Autochtone                            | Aire de répartition de la Sérotine commune         | [ 77 ]              | Sérotine commune            |
| Noctule de Leisler Nyctalus leisleri (Kuhl, 1817)                           | Kleiner Abendsegler                                     | Autochtone                            | Aire de répartition de la Noctule de Leisler       | [ 78 ]              | Noctule de Leisler          |
| Noctule commune Nyctalus noctula (Schreber, 1774)                           | Großer Abendsegler                                      | Autochtone                            | Aire de répartition de la Noctule commune          | [ 79 ]              | Noctule commune             |
| Pipistrelle de Kuhl Pipistrellus kuhlii (Kuhl, 1817)                        | Weißrandfledermaus                                      | Autochtone                            | Aire de répartition de la Pipistrelle de Kuhl      | [ 80 ]              | Pipistrelle de Kuhl         |
| Pipistrelle de Nathusius Pipistrellus nathusii (Keyserling & Blasius, 1839) | Rauhautfledermaus                                       | Autochtone                            | Aire de répartition de la Pipistrelle de Nathusius | [ 81 ]              | Pipistrelle de Nathusius    |
| Pipistrelle commune Pipistrellus pipistrellus (Schreber, 1774)              | Zwergfledermaus                                         | Autochtone                            | Aire de répartition de la Pipistrelle commune      | [ 82 ]              | Pipistrelle commune         |
| Pipistrelle pygmée Pipistrellus pygmaeus (Leach, 1825)                      | Mückenfledermaus                                        | Autochtone                            | Aire de répartition de la Pipistrelle pygmée       | [ 83 ]              | Pipistrelle pygmée          |
| Barbastelle d'Europe Barbastella barbastellus (Schreber, 1774)              | Mopsfledermaus                                          | Autochtone                            | Aire de répartition de la Barbastelle d'Europe     | [ 84 ]              | Barbastelle d'Europe        |
| Oreillard roux Plecotus auritus (Linnaeus, 1758)                            | Braunes Langohr                                         | Autochtone                            | Aire de répartition de l'Oreillard roux            | [ 85 ]              | Oreillard roux              |
| Oreillard gris Plecotus austriacus (J. Fischer, 1829)                       | Graues Langohr                                          | Autochtone                            | Aire de répartition de l'Oreillard gris            | [ 86 ]              | Oreillard gris              |
| Oreillard montagnard Plecotus macrobullaris Kuzjakin, 1965                  | Alpen-Langohr                                           | Autochtone                            | Aire de répartition de l'Oreillard montagnard      | [ 87 ]              | Oreillard montagnard        |
| Vespère de Savi Hypsugo savii (Bonaparte, 1837)                             | Alpenfledermaus                                         | Autochtone                            | Aire de répartition de la Vespère de Savi          | [ 88 ]              | Vespère de Savi             |
| Sérotine bicolore Vespertilio murinus Linnaeus, 1758                        | Zweifarbfledermaus                                      | Autochtone                            | Aire de répartition de la Sérotine bicolore        | [ 89 ]              | Sérotine bicolore           |

## Ordre:Artiodactyles

### Famille:Bovidés
| Nom vulgaire, nom binominal et citation d'auteurs | Nom vulgaire allemand (langue officielle de l'Autriche) | Origine et statut en Autriche       | Aire de répartition                          | Statut UICN mondial | Image                 |
| ------------------------------------------------- | ------------------------------------------------------- | ----------------------------------- | -------------------------------------------- | ------------------- | --------------------- |
| Bison d'Europe Bison bonasus (Linnaeus, 1758)     | Wisent                                                  | Autochtone (Disparu)                | Aire de répartition du Bison d'Europe        | [ 91 ]              | Bison d'Europe        |
| Taurin Bos taurus Linnaeus, 1758                  | Rind                                                    | Autochtone (Peut-être réintroduit), | Aire de répartition du Taurin                | (NE)                |                       |
| Bouquetin des Alpes Capra ibex Linnaeus, 1758     | Alpensteinbock                                          | Autochtone (Réintroduit)            | Aire de répartition du Bouquetin des Alpes   | [ 94 ]              | Bouquetin des Alpes   |
| Mouflon méditerranéen Ovis aries Linnaeus, 1758   | Mufflon                                                 | Allochtone (Introduit)              | Aire de répartition du Mouflon méditerranéen | [ 96 ]              | Mouflon méditerranéen |
| Chamois Rupicapra rupicapra (Linnaeus, 1758)      | Gämse                                                   | Autochtone                          | Aire de répartition du Chamois               | [ 97 ]              | Chamois               |

### Famille:Cervidés
| Nom vulgaire, nom binominal et citation d'auteurs       | Nom vulgaire allemand (langue officielle de l'Autriche) | Origine et statut en Autriche        | Aire de répartition                       | Statut UICN mondial | Image              |
| ------------------------------------------------------- | ------------------------------------------------------- | ------------------------------------ | ----------------------------------------- | ------------------- | ------------------ |
| Élan Alces alces (Linnaeus, 1758)                       | Elch                                                    | Autochtone (Disparu, puis erratique) | Aire de répartition de l'Élan             | [ 99 ]              | Élan               |
| Chevreuil européen Capreolus capreolus (Linnaeus, 1758) | Reh                                                     | Autochtone                           | Aire de répartition du Chevreuil européen | [ 100 ]             | Chevreuil européen |
| Cerf élaphe Cervus elaphus Linnaeus, 1758               | Rothirsch                                               | Autochtone                           | Aire de répartition du Cerf élaphe        | [ 101 ]             | Cerf élaphe        |
| Cerf sika Cervus nippon Temminck, 1838                  | Sikahirsch                                              | Allochtone (Introduit)               | Illustration manquante                    | [ 102 ]             | Cerf sika          |
| Daim européen Dama dama (Linnaeus, 1758)                | Damhirsch                                               | Allochtone (Introduit)               | Aire de répartition du Daim européen      | [ 103 ]             | Daim européen      |

### Famille:Suidés
| Nom vulgaire, nom binominal et citation d'auteurs | Nom vulgaire allemand (langue officielle de l'Autriche) | Origine et statut en Autriche | Aire de répartition                       | Statut UICN mondial | Image              |
| ------------------------------------------------- | ------------------------------------------------------- | ----------------------------- | ----------------------------------------- | ------------------- | ------------------ |
| Sanglier d'Eurasie Sus scrofa Linnaeus, 1758      | Wildschwein                                             | Autochtone                    | Aire de répartition du Sanglier d'Eurasie | [ 104 ]             | Sanglier d'Eurasie |

## Ordre:Périssodactyles

### Famille:Équidés
| Nom vulgaire, nom binominal et citation d'auteurs | Nom vulgaire allemand (langue officielle de l'Autriche) | Origine et statut en Autriche       | Aire de répartition           | Statut UICN mondial | Image     |
| ------------------------------------------------- | ------------------------------------------------------- | ----------------------------------- | ----------------------------- | ------------------- | --------- |
| Hydrontin Equus hydruntinus Regàlia, 1904         | Europäischer Wildesel                                   | Autochtone (Éteint),                | Illustration manquante        | (NE)                | Hydrontin |
| Cheval Equus caballus Linnaeus, 1758              | Pferd                                                   | Autochtone (Peut-être réintroduit), | Aire de répartition du Cheval | [ 107 ]             | Cheval    |

## Ordre:Carnivores

### Famille:Canidés
| Nom vulgaire, nom binominal et citation d'auteurs    | Nom vulgaire allemand (langue officielle de l'Autriche) | Origine et statut en Autriche             | Aire de répartition                   | Statut UICN mondial | Image          |
| ---------------------------------------------------- | ------------------------------------------------------- | ----------------------------------------- | ------------------------------------- | ------------------- | -------------- |
| Chacal doré Canis aureus Linnaeus, 1758              | Goldschakal                                             | Allochtone ou autochtone (Recolonisateur) | Aire de répartition du Chacal doré    | [ 110 ]             |                |
| Loup gris Canis lupus Linnaeus, 1758                 | Wolf                                                    | Autochtone (Disparu, puis erratique)      | Aire de répartition du Loup gris      | [ 112 ]             | Loup gris      |
| Chien viverrin Nyctereutes procyonoides (Gray, 1834) | Marderhund                                              | Allochtone                                | Aire de répartition du Chien viverrin | [ 114 ]             | Chien viverrin |
| Renard roux Vulpes vulpes (Linnaeus, 1758)           | Rotfuchs                                                | Autochtone                                | Aire de répartition du Renard roux    | [ 115 ]             | Renard roux    |

### Famille:Ursidés
| Nom vulgaire, nom binominal et citation d'auteurs | Nom vulgaire allemand (langue officielle de l'Autriche) | Origine et statut en Autriche | Aire de répartition                | Statut UICN mondial | Image     |
| ------------------------------------------------- | ------------------------------------------------------- | ----------------------------- | ---------------------------------- | ------------------- | --------- |
| Ours brun Ursus arctos Linnaeus, 1758             | Braunbär                                                | Autochtone (Réintroduit)      | Aire de répartition de l'Ours brun | [ 117 ]             | Ours brun |

### Famille:Mustélidés
| Nom vulgaire, nom binominal et citation d'auteurs  | Nom vulgaire allemand (langue officielle de l'Autriche) | Origine et statut en Autriche | Aire de répartition                        | Statut UICN mondial | Image              |
| -------------------------------------------------- | ------------------------------------------------------- | ----------------------------- | ------------------------------------------ | ------------------- | ------------------ |
| Loutre d'Europe Lutra lutra (Linnaeus, 1758)       | Fischotter                                              | Autochtone                    | Aire de répartition de la Loutre d'Europe  | [ 118 ]             | Loutre d'Europe    |
| Fouine Martes foina (Erxleben, 1777)               | Steinmarder                                             | Autochtone                    | Aire de répartition de la Fouine           | [ 119 ]             | Fouine             |
| Martre des pins Martes martes (Linnaeus, 1758)     | Baummarder                                              | Autochtone                    | Aire de répartition de la Martre des pins  | [ 120 ]             | Martre des pins    |
| Blaireau européen Meles meles (Linnaeus, 1758)     | Europäischer Dachs                                      | Autochtone                    | Aire de répartition du Blaireau européen   | [ 121 ]             | Blaireau européen  |
| Hermine Mustela erminea Linnaeus, 1758             | Hermelin                                                | Autochtone                    | Aire de répartition de l'Hermine           | [ 122 ]             | Hermine            |
| Putois des steppes Mustela eversmanii Lesson, 1827 | Steppeniltis                                            | Autochtone                    | Aire de répartition du Putois des steppes  | [ 123 ]             | Putois des steppes |
| Vison d'Europe Mustela lutreola (Linnaeus, 1761)   | Europäischer Nerz                                       | Autochtone (Disparu)          | Aire de répartition du Vison d'Europe      | [ 124 ]             | Vison d'Europe     |
| Belette d'Europe Mustela nivalis Linnaeus, 1766    | Mauswiesel                                              | Autochtone                    | Aire de répartition de la Belette d'Europe | [ 125 ]             | Belette d'Europe   |
| Putois d'Europe Mustela putorius Linnaeus, 1758    | Europäischer Iltis                                      | Autochtone                    | Aire de répartition du Putois d'Europe     | [ 126 ]             | Putois d'Europe    |
| Vison d'Amérique Neovison vison (Schreber, 1777)   | Amerikanischer Nerz                                     | Allochtone (Introduit)        | Aire de répartition du Vison d'Amérique    | [ 128 ]             | Vison d'Amérique   |

### Famille:Procyonidés
| Nom vulgaire, nom binominal et citation d'auteurs | Nom vulgaire allemand (langue officielle de l'Autriche) | Origine et statut en Autriche | Aire de répartition                 | Statut UICN mondial | Image        |
| ------------------------------------------------- | ------------------------------------------------------- | ----------------------------- | ----------------------------------- | ------------------- | ------------ |
| Raton laveur Procyon lotor (Linnaeus, 1758)       | Waschbär                                                | Allochtone                    | Aire de répartition du Raton laveur | [ 130 ]             | Raton laveur |

### Famille:Félidés
| Nom vulgaire, nom binominal et citation d'auteurs | Nom vulgaire allemand (langue officielle de l'Autriche) | Origine et statut en Autriche | Aire de répartition                 | Statut UICN mondial | Image        |
| ------------------------------------------------- | ------------------------------------------------------- | ----------------------------- | ----------------------------------- | ------------------- | ------------ |
| Chat sauvage Felis silvestris Schreber, 1777      | Wildkatze                                               | Autochtone (Recolonisateur),  | Aire de répartition du Chat sauvage | [ 131 ]             | Chat sauvage |
| Lynx boréal Lynx lynx (Linnaeus, 1758)            | Eurasischer Luchs                                       | Autochtone (Réintroduit)      | Aire de répartition du Lynx boréal  | [ 133 ]             | Lynx boréal  |